# Jorge Anaya
Jorge Isaac Anaya (Bahía Blanca, 27 settembre 1926 – Buenos Aires, 9 gennaio 2008) è stato un ammiraglio argentino comandante in Capo della Armada Argentina.

## Vita
Figlio di un medico boliviano e di una donna argentina, frequentò il liceo militare e, successivamente, la Escuela Naval Militar dalla quale uscì nel 1948 con il grado di guardiamarina. Nel 1955, con il grado di tenente di vascello, prese parte al colpo di Stato che rovesciò il Presidente Perón. Promosso a capitano di corvetta, Anaya fu vicecomandante della fregata ARA Azopardo e poi comandante del pattugliatore ARA King.
Ottenuto il grado di capitano di fregata, fu nominato comandante del distruttore ARA Rosales. Una volta promosso contrammiraglio fu poi mandato a Londra, dove dal 1967 al 1969 fu addetto navale. Il 31 dicembre 1977 fu nominato viceammiraglio.
Fu un importante esponente della dittatura militare poiché, tra il 1981 ed il 1982, assieme a Leopoldo Galtieri e Basilio Lami Dozo, fu uno dei vertici della terza giunta militare, essendo subentrato all'ammiraglio Armando Lambruschini come comandante della Armada Argentina.
Durante la guerra delle Falkland nel 1982, in cui ha servito come comandante in capo della marina militare, ha ideato, pianificato e comandato l'operazione Algeciras, in cui i commando argentini avrebbero dovuto sabotare una nave da guerra della Royal Navy, la marina militare britannica, alla fonda nel porto di Gibilterra; il piano fallì all'ultimo minuto perché l'Intelligence britannico intercettò e decifrò le comunicazioni dei commando argentini. Il 1º ottobre dello stesso anno Anaya si congedò. Al suo posto venne nominato il viceammiraglio Rubén Oscar Franco, poi appositamente promosso al grado di ammiraglio.
Nel 1985, durante il processo alla Giunta Militare Argentina, Anaya è stato giudicato per rapimento, tortura, riduzione in schiavitù, occultamento della verità, usurpazione del potere e false dichiarazioni, accuse da cui venne assolto. La commissione Rattenbach relazionò sull'operato di Anaya durante la guerra delle Falkland evidenziando numerose mancanze. In seguito a questo rapporto, il Consiglio Superiore delle Forze Armate lo condannò a 14 anni di prigione e alla perdita del grado militare. Successivamente un tribunale civile ridusse la pena a 12 anni di reclusione. Nel 1989, durante la presidenza di Carlos Menem, Anaya ottenne l'indulto ed anche il grado militare.
Nel 1997 il giudice spagnolo Baltasar Garzón ne ha chiesto l'arresto e l'estradizione assieme ad altri 44 membri delle forze armate argentine e a un civile per i crimini di genocidio, terrorismo e tortura commessi durante il periodo della guerra sporca (in spagnolo: Guerra Sucia). La richiesta è stata negata in parecchie occasioni dal governo argentino, che ne ha sostenuto l'inammissibilità per motivi di giurisdizione.
Il 27 luglio 2003, per mezzo del decreto 420/03, il presidente argentino Néstor Kirchner ha modificato i criteri per la concessione delle estradizioni, rendendo possibile l'estradizione di Anaya.
Nel mese di agosto del 2003, il Primo Ministro spagnolo José María Aznar ha però ordinato la cessazione del procedimento di estradizione. Questa decisione è stata successivamente capovolta nel 2005 dalla Corte suprema, che ha ordinato che il procedimento di estradizione continuasse il suo corso.